# Andreas Raymond Dombret

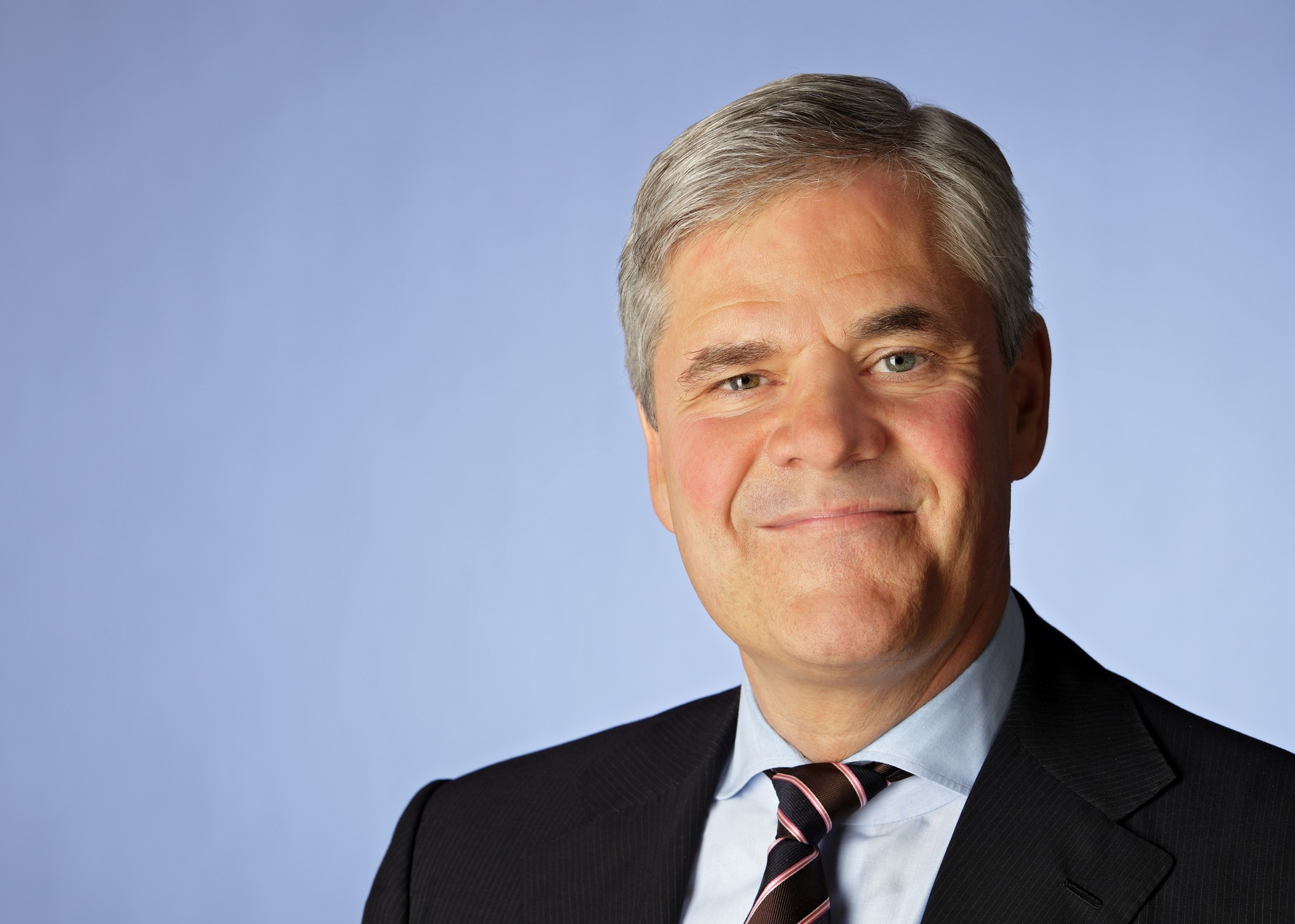
Andreas Dombret (2011)

Andreas Raymond Dombret (* 16. Januar 1960 in Des Moines, Iowa) ist ein deutsch-amerikanischer Wirtschaftswissenschaftler und Bankmanager. Von 2005 bis 2009 war er in führender Rolle bei der Bank of America tätig. Von 1. Mai 2010 bis 30. April 2018 war er Mitglied des Vorstands der Deutschen Bundesbank.
Andreas Dombret besitzt die deutsche und die amerikanische Staatsbürgerschaft.

## Ausbildung
Andreas Dombret, Sohn des Bankdirektors Max Raymond Dombret (1925–2012) und der Ärztin Charlotte Dombret, geborene Genschow (1924–1996), absolvierte nach dem Abitur am Städtischen Gymnasium Ahlen zunächst eine Ausbildung zum Bankkaufmann bei der Dresdner Bank und schloss an der Westfälischen Wilhelms-Universität in Münster das Studium der Betriebswirtschaftslehre als Diplom-Kaufmann ab. Er wurde an der Friedrich-Alexander-Universität Erlangen-Nürnberg bei Wolfgang Gerke mit einer Arbeit zu „Übernahmeprämien im Rahmen von M&A-Transaktionen“ promoviert. Mehrere Jahre war er dort Lehrbeauftragter am Lehrstuhl für Bank- und Börsenwesen.

## Beruf und Karriere
Andreas Dombret begann seine Karriere 1987 in der Zentrale der Deutschen Bank. Er arbeitete zehn Jahre bei JP Morgan in London sowie in Frankfurt und war hier als Mitglied der Geschäftsleitung verantwortlich für die Betreuung deutscher Finanzinstitute. Danach war er vier Jahre lang als Co-Sprecher der Geschäftsleitung und Partner bei Rothschild in Deutschland tätig. Von 2005 bis 2009 war er bei der Bank of America als Vice Chairman Europa und Vorsitzender der Geschäftsleitung für Deutschland, Österreich und die Schweiz verantwortlich. 2009 wurde er als Honorarprofessor an die European Business School (EBS) in Oestrich-Winkel berufen, wo er Vorlesungen zu den Finanzmärkten und zur aktuellen Finanzmarktkrise hält. Vom 1. Mai 2010 bis 30. April 2018 war Andreas Dombret Mitglied des Vorstands der Bundesbank und in dieser Funktion zuständig für die Bereiche Banken- und Finanzaufsicht, Finanzstabilität, Statistik, Märkte, Risiko-Controlling sowie Ökonomische Bildung. Zudem verantwortete er die Repräsentanzen der Bundesbank im Ausland. Andreas Dombret war Mitglied im Basler Ausschuss für Bankenaufsicht, im obersten Aufsichtsgremium (Supervisory Board) des Einheitlichen Europäischen Bankenaufsichtsmechanismus (SSM) der Europäischen Zentralbank sowie im Ausschuss für Finanzstabilität. Er war außerdem Vorsitzender des Praxisrates der Hochschule der Deutschen Bundesbank.
Nach seinem Ausscheiden aus der Deutschen Bundesbank Ende April 2018 war Dombret bis zum Jahresende 2018 Mitglied des Verwaltungsrates der Bank für Internationalen Zahlungsausgleich (BIZ) in Basel und übernahm danach ein Portfolio an Beratungsmandaten. Er berät u. a. die internationale Unternehmensberatung Oliver Wyman, die japanische Großbank Sumitomo Mitsui Banking Corp. (SMBC) und das in London ansässige Equity Research-Haus Autonomous. Zudem ist er als „Independent Chairman of DACH“ bei der US Investmentbank Houlihan Lokey und des Hamburger FinTech Deposit Solutions tätig und hält Vorträge im In- und Ausland. Außerdem lehrt er als Adjunct Senior Research Scholar an der Faculty of International & Public Affairs der Columbia University in New York.

## Ehrenämter und Mitgliedschaften
Andreas Dombret ist Kuratoriums- bzw. Beiratsmitglied der Universitätsgesellschaft Münster e. V., der Schirn Kunsthalle Frankfurt, des Städel Museums Frankfurt, der Frankfurter Gesellschaft sowie der Österreichischen Bankwissenschaftlichen Gesellschaft. Weiter ist er Schatzmeister der Atlantik-Brücke und stellvertretender Vorsitzender der Atlantik-Brücke Stiftung. Andreas Dombret ist seit 2015 Mitglied des Aufsichtsrates der ESMT Berlin. Andreas Dombret ist Mitglied im Board des Salzburg Global Seminar sowie Mitherausgeber der Zeitschrift für das gesamte Kreditwesen und Mitglied des Herausgeberbeirats der Zeitschriften The International Economy und Central Banking. Außerdem unterstützt er als Stiftungsrat die Theodor-Leifeld-Stiftung in Ahlen/Westfalen und die Hessische Kulturstiftung in Wiesbaden. 2020 wurde er ins Kuratorium der Alfred Herrhausen Gesellschaft berufen.
Dombret ist Mitglied der CDU. Zwischen 2022 und 2024 war er Landesschatzmeister der CDU Hessen und damit Mitglied im hessischen CDU-Präsidium und -Parteivorstand.

## Ehrungen und Auszeichnungen
- 2007 Bundesverdienstkreuz am Bande
- 2010 Großes silbernes Stadtwappen der Stadt Baden bei Wien für seine Förderung des Arnulf Rainer Museums in Baden.
- 2012 Österreichisches Ehrenkreuz für Wissenschaft und Kunst.[8]
- 2013 Hessischen Verdienstorden[9]
- 2013 Ehrenplakette der Stadt Frankfurt am Main[10]
- 2016 Weilburgpreis der Stadt Baden bei Wien für seine Leistungen als Förderer von Kunst und Kultur.[11]
- 2016 Mittlerer Orden der Aufgehenden Sonne am Band (Japan)[12]
- 2016 Order of the British Empire (OBE) für Verdienste um die deutsch-britischen Beziehungen.[13]
- 2017 Silbernes Komturkreuz des Bundeslandes Niederösterreich für seine Verdienste als Kunstkenner und -sammler.[14]
- 2017 Ehrendoktorwürde der Universität Münster.[15]
- 2018 Großes Goldenes Ehrenzeichen für Verdienste um die Republik Österreich
- 2018 Chevalier de l'ordre national du mérite der Republik Frankreich
- 2024 Bundesverdienstkreuz 1. Klasse[16]

## Spendentätigkeiten
Andreas Dombret finanzierte mit seinem Privatvermögen das Andreas Dombret-Center for Students Initiatives (CSI) an der Wirtschaftswissenschaftlichen Fakultät der Westfälischen Wilhelms-Universität in Münster. Außerdem stiftete er dort einen Promotionspreis, der jedes Jahr für eine Dissertation vergeben wird, die am besten Wissenschaft und Praxis miteinander verbindet. Für seine Verdienste um die Förderung der Universität Münster wurde Andreas Dombret 2009 mit der Universitätsmedaille ausgezeichnet.

## Publikationen

### Als Autor
- Criteria for Financial Stability - The European View. In: A. R. Dombret, O. Lucius (Hrsg.): Stability of the Financial System - Illusion or Feasible Concept? Cheltenham (GB) und Northampton (USA) 2013 (englisch).
- Solving the Too-Big-To-Fail-Problem for Financial Institutions. In: A. R. Dombret, P. Kenadjian (Hrsg.): The Bank Recovery and Resolution Directive – Europe's Solution for 'Too Big To Fail'? Berlin und Boston 2013 (englisch).
- Andreas Dombret, Patrick S. Kenadjian: Too Big To Fail III: Structural Reform Proposals. Should We Break up the Banks? (= Institute for Law and Finance Series. Band 16). De Gruyter, Berlin/Boston 2015, ISBN 978-3-11-042123-1 (englisch).
- Blase oder nicht – wo steht der deutsche Wohnimmobilienmarkt? In: ifo Schnelldienst. 69. Jahrgang, Nr. 16, 2016, S. 20–25.
- Baustelle europäische Bankenunion – gemeinsame Aufsicht, gemeinsame Abwicklung, gemeinsame Einlagensicherung? In: Zeitschrift für das gesamte Kreditwesen. 69. Jahrgang, Nr. 13, 2016, S. 632 ff.
- Andreas Dombret, R. Goldbach: Rising house prices and ultra-low interest rates: A recipe for a new banking crisis? In: Economic Affairs. Band 37, Nr. 2, 2017, S. 254–270 (englisch).
- Andreas Dombret, Yalin Gündüz, Jörg Rocholl: Discussion Paper. Deutsche Bundesbank No 01/2017. Will German Banks earn their cost of capital? Frankfurt 2017 (englisch).
- European Financial Integration: Monetary Union, Banking Union, Capital Markets Union. In: Reto Francioni, Robert A. Schwartz (Hrsg.): Equity Markets in Transition. Springer, Cham 2017, S. 565–573 (englisch).
- Andreas Dombret, Daniel Foos, Kamil Pliszka, Alexander Schulz: What are the real effects of financial market liquidity? Evidence on bank lending from the euro area. In: Journal of International Financial Markets, Institutions & Money 62 (2019), S. 152–183

### Als Herausgeber
- Andreas Dombret (Hrsg.): Bankenaufsicht im Dialog 2015 (= Schriftenreihe zum Bundesbank Symposium. Band 1). Frankfurt am Main 2015, ISBN 978-3-8314-0864-1.
- Andreas Dombret (Hrsg.): Bankenaufsicht im Dialog 2016 (= Schriftenreihe zum Bundesbank Symposium. Band 2). Frankfurt am Main 2016, ISBN 978-3-8314-0872-6.
- A. R. Dombret, P. Kenadijan (Hrsg.): Getting the culture and the ethics right. Towards a new age of responsibility in banking and finance. Berlin/Boston 2016 (englisch).
- Andreas Dombret (Hrsg.): Bankenaufsicht im Dialog 2017 (= Schriftenreihe zum Bundesbank Symposium. Band 3). Frankfurt am Main 2017, ISBN 978-3-8314-0877-1.
- Andreas Dombret (Hrsg.): Bankenaufsicht im Dialog 2018 (= Schriftenreihe zum Bundesbank Symposium. Band 4). Frankfurt am Main 2018, ISBN 978-3-8314-0887-0.
- A.R. Dombret, P. Kenadijan (Hrsg.): EDIS, NPLs, Sovereign Debt and Safe Assets. De Gruyter 2020, ISBN 978-3-11-068295-3